# Evionnaz
Evionnaz ist eine politische Gemeinde und eine Burgergemeinde des Bezirks Saint-Maurice im französischsprachigen Teil des Kantons Wallis in der Schweiz.

## Geographie

Historisches Luftbild aus 400 m (1949)

Das Gebiet der Gemeinde Evionnaz erstreckt sich von der Rhone-Ebene im Osten bis zu den Dents Blanches im Westen. Die westliche Grenze wird teilweise von den Dents du Midi und dem Torrent de St. Barthélemy gebildet, die östliche von der Rhone. Im Süden des Gemeindegebiets liegt auf 1925 m ü. M. der Stausee Lac de Salanfe. Das Dorf selbst liegt in der Rhone-Ebene, der Weiler La Rasse etwas erhöht und der Weiler La Balmaz etwa 2 Kilometer südlich.

## Geschichte
Evionnaz wurde erstmals 1263 als Eviona urkundlich erwähnt, später folgten die Erwähnungen Evyone (1338), Ivvian (1544) und Yvian (1654). Vom Mittelalter bis 1822 gehörte die Gemeinde zu Saint-Maurice, die endgültige Trennung erfolgte 1842, die kirchliche Trennung wurde am 20. Februar 1847 vollzogen. 1644 wurde das Dorf durch ein Feuer zerstört.
Von 413 bis 534 gehörte Evionnaz zum Herrschaftsgebiet der Burgunden, danach von 534 bis 888 zum fränkischen Teilreich Burgund und später dann zum Königreich Burgund. Von 1033 bis 1475 erfolgte dann die Herrschaft des Hauses Savoyen. Nach den Burgunderkriegen zwischen 1474 und 1477 fiel das ganze Unterwallis bis Saint-Maurice als Untertanenland an die sieben Zehnden. 1798, während der Französischen Revolution, kommt es zum Franzoseneinfall und daraufhin 1801 zur Besetzung des Wallis. Ab 1802 gehörte die Gemeinde zur unabhängigen Republik Wallis, von 1810 bis 1814 dann zum Département du Simplon im ersten französischen Kaiserreich und seit dem Wiener Kongress 1815 zur Schweizerischen Eidgenossenschaft.
Der Industriestandort Evionnaz wurde durch PFAS stark belastet. Eine Sanierung des Standortes ist vorgesehen.

## Bevölkerung
| Bevölkerungsentwicklung | Bevölkerungsentwicklung | Bevölkerungsentwicklung | Bevölkerungsentwicklung | Bevölkerungsentwicklung | Bevölkerungsentwicklung | Bevölkerungsentwicklung | Bevölkerungsentwicklung | Bevölkerungsentwicklung |
| ----------------------- | ----------------------- | ----------------------- | ----------------------- | ----------------------- | ----------------------- | ----------------------- | ----------------------- | ----------------------- |
| Jahr                    | 1850                    | 1900                    | 1950                    | 2000                    | 2010                    | 2012                    | 2014                    | 2016                    |
| Einwohner               | 655                     | 929                     | 713                     | 930                     | 1118                    | 1170                    | 1235                    | 1234                    |

## Sehenswürdigkeiten
Evionnaz beherbergt die 1636 erbaute und 1846 neu erbaute Kapelle Saint-Bernard-de-Menthon, im Weiler La Rasse findet man die aus dem 17. Jahrhundert stammende Kapelle Saint-Barthélémy. Ausserdem befindet sich in Evionnaz das Labyrinth Aventure, das grösste Naturlabyrinth der Welt.

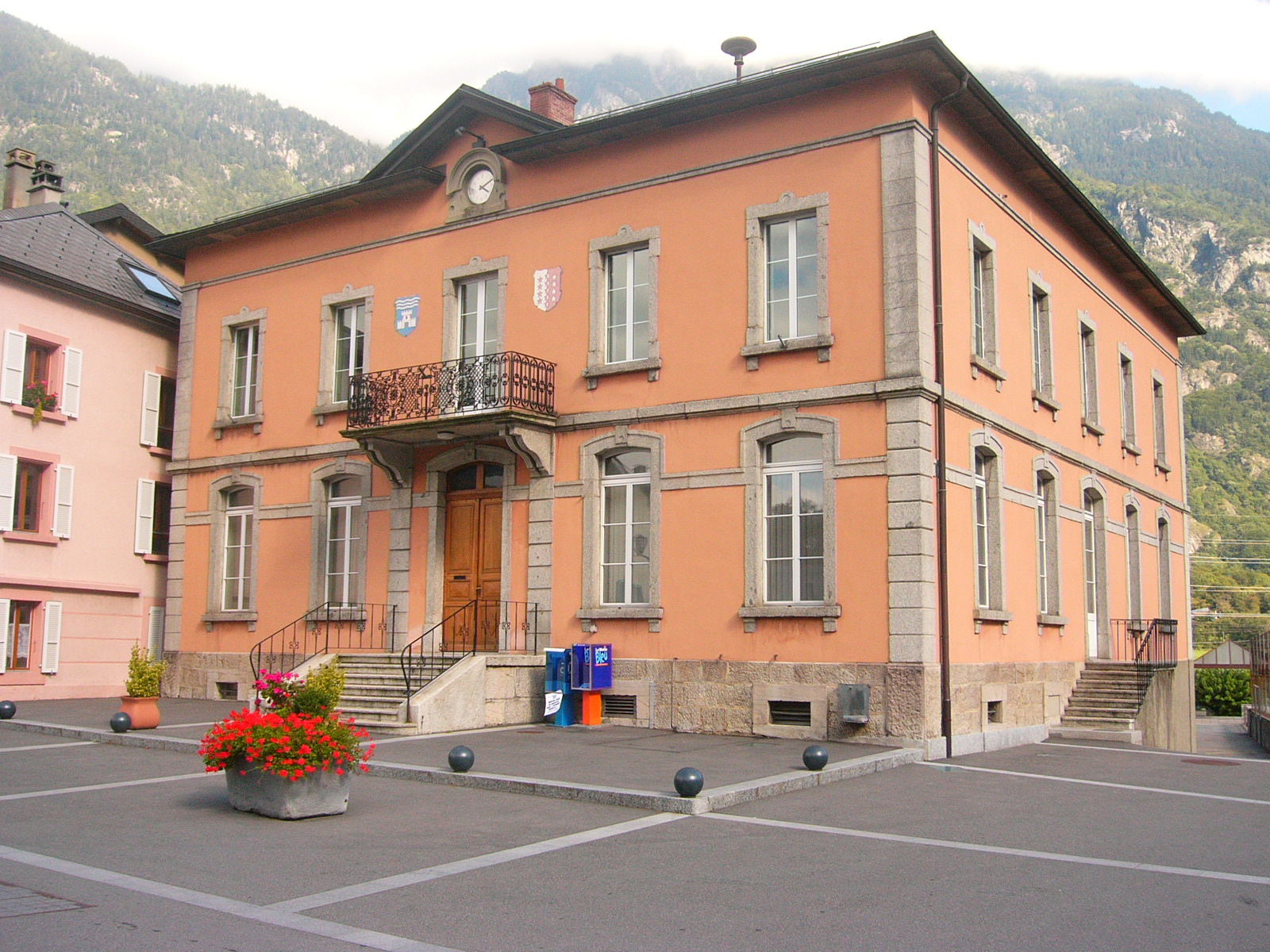
Gemeindehaus
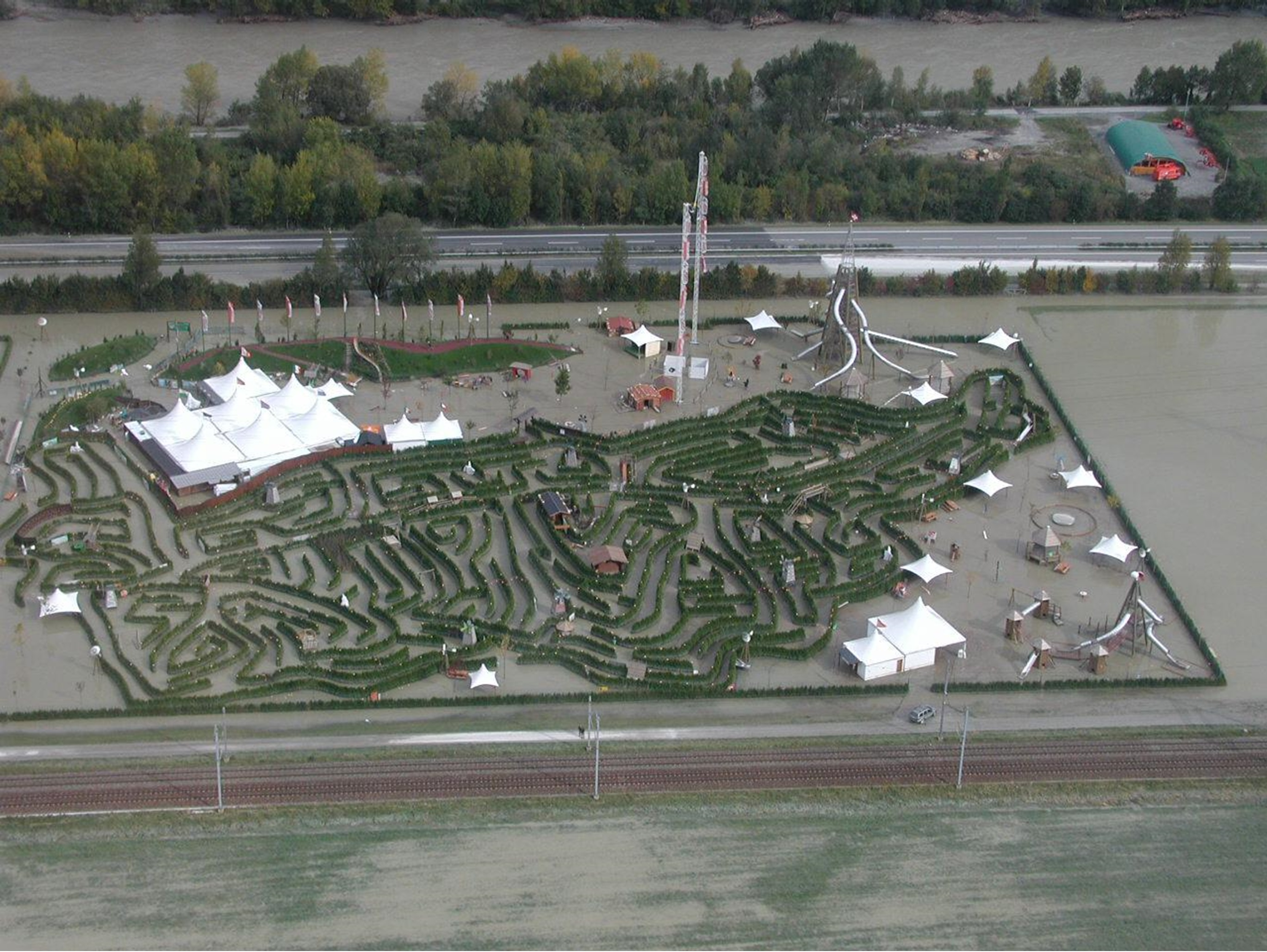
Labyrinth Aventure
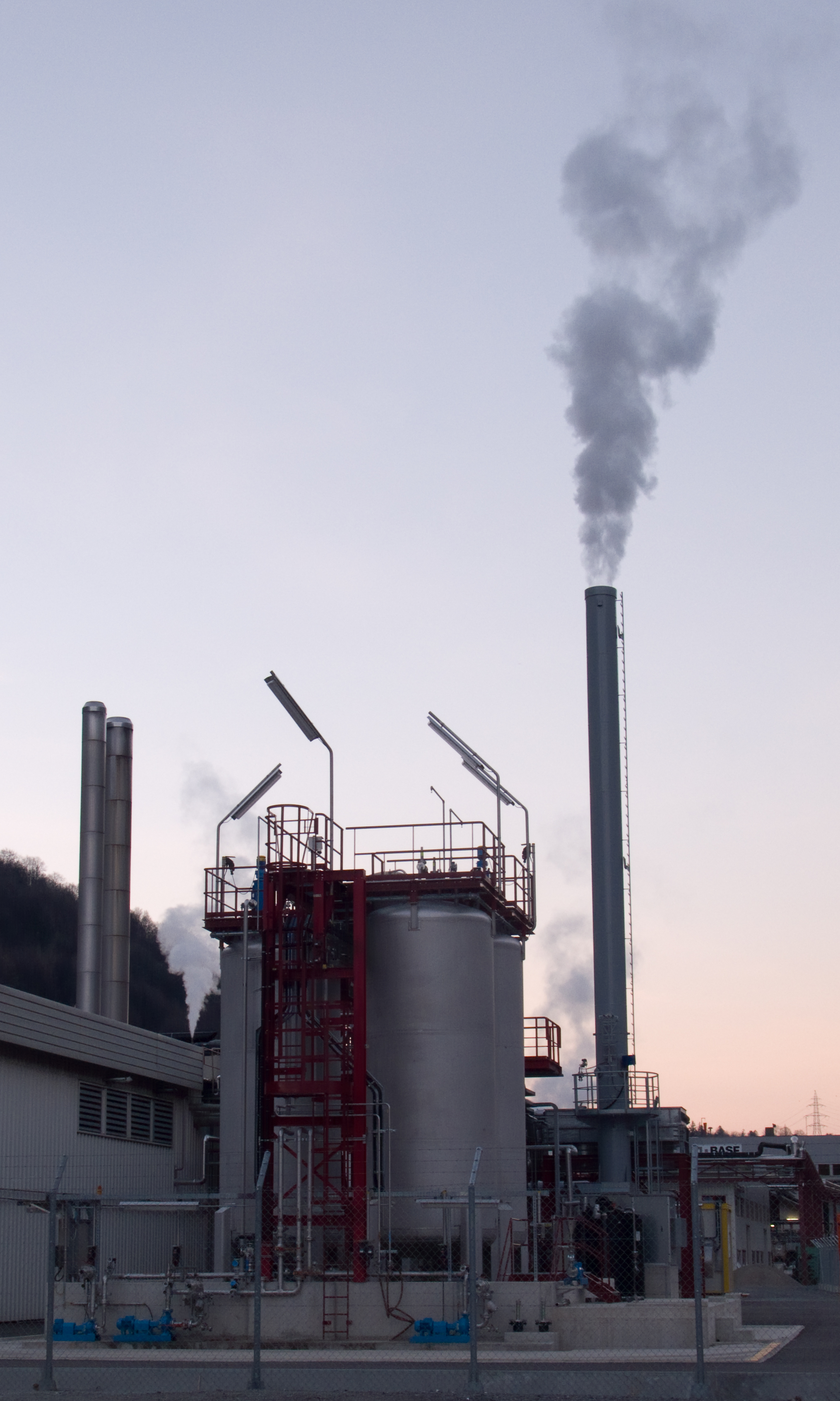
Siegfried

## Persönlichkeiten
- Guy Mettan (* 1956), Journalist und Politiker